# 밤색나무타기쥐
밤색나무타기쥐(Dendromus mystacalis)는 붉은숲쥐과에 속하는 설치류의 일종이다. 앙골라와 콩고민주공화국, 에티오피아, 케냐, 레소토, 말라위, 모잠비크, 르완다, 남아프리카공화국, 에스와티니, 탄자니아, 우간다, 잠비아 그리고 짐바브웨에서 발견된다. 자연 서식지는 건조 사바나 지역과 습윤 사바나 지역이다.